# لوکسافت
لوکسافت (انگلیسی: Luxoft) شرکت فناوری اطلاعات سوئیسی است، که در سال ۲۰۰۰ تأسیس شد.